# Хангерли, Александр
Александр Хангерли (молд. Александру Хангерли; ?—?) — господарь Молдавского княжества в 1807 году (во время Русской военной администрации). Брат Константина Хангерли, господарь Валахии.

## История
Хангерли управлял Молдавским княжеством в марте — июле 1807 года. Весной 1807 года Порта назначила его господарем в Яссы как доверенного человека, который не покупал фирман о господарстве, а наоборот, турки ему заплатили, чтобы он мог выполнить свою миссию.
Был драгоманом Порты, возможно, представителем бывшего господаря Мунтении — Константина Хангерли, своего брата, который был казнен по приказу султана. Хангерли был отправлен в Молдову в период беспокойной международной обстановки. Турки посчитали его подходящим для новой миссии, способным, а главное, достойным доверия.
Но Александр Хангерли не смог занять трон, потому что на территории Молдовы находились русские войска. В июле 1807 года султан заменил его Скарлатом Каллимаки.
Хангерли обосновался в Варшаве, где он выстроил красивый дом, который был уничтожен пожаром. В огне сгорела и рукопись греко-турецкого словаря, над которой он работал долгое время. Но он сумел её восстановить и в конечном итоге напечатать.
Был женат на Смаранде, дочери бывшего господаря Молдовы Григория Каллимаки. Впоследствии Александр Хангерли обосновался с семьей в Германии, где эта ветвь греческого рода затерялась.

## Награды
- Орден Святой Анны 1-й степени (2 мая 1842, Российская империя)[2]